# Podnoszenie ciężarów na Letnich Igrzyskach Olimpijskich 2024 – waga do 102 kg mężczyzn
Rywalizacja w wadze do 102 kg mężczyzn w podnoszeniu ciężarów na Letnich Igrzyskach Olimpijskich 2024 została rozegrana w dniu 10 sierpnia 2024 roku na terenie hali Paris Expo Porte de Versailles.

## Terminarz
| Data        | Godzina |       |
| ----------- | ------- | ----- |
| 10 sierpnia | 11:30   | Finał |

## Wyniki
| Pozycja | Zawodnik             | Reprezentacja                      | Rwanie | Rwanie | Rwanie | Rwanie | Podrzut | Podrzut | Podrzut | Podrzut | Wynik |
| Pozycja | Zawodnik             | Reprezentacja                      | 1      | 2      | 3      | Wynik  | 1       | 2       | 3       | Wynik   | Wynik |
| ------- | -------------------- | ---------------------------------- | ------ | ------ | ------ | ------ | ------- | ------- | ------- | ------- | ----- |
| złoto   | Liu Huanhua          | Chiny                              | 178    | 183    | 186    | 186    | 220     | 228     | 233     | 220     | 406   |
| srebro  | Akbar Djuraev        | Uzbekistan                         | 180    | 185    | 189    | 185    | 219     | 224     | 232     | 219     | 404   |
| brąz    | Yauheni Tsikhantsou  | Indywidualni sportowcy neutralni   | 176    | 178    | 183    | 183    | 214     | 219     | 228     | 219     | 402   |
| 4       | Garik Karapetyan     | Armenia                            | 180    | 186    | 186    | 186    | 212     | 218     | 218     | 212     | 398   |
| 5       | Irakli Chkheidze     | Gruzja                             | 171    | 176    | 179    | 179    | 214     | 214     | 224     | 214     | 393   |
| 6       | Lesman Paredes       | Brunei                             | 181    | 186    | 188    | 181    | 211     | 218     | 218     | 211     | 392   |
| 7       | Ramiro Mora Romero   | Olimpijska reprezentacja uchodźców | 161    | 166    | 168    | 166    | 201     | 206     | 210     | 210     | 376   |
| 8       | Wesley Kitts         | Stany Zjednoczone                  | 167    | 172    | 177    | 172    | 202     | 210     | 210     | 202     | 374   |
| 9       | Jang Yeon-hak        | Korea Południowa                   | 173    | 179    | 180    | 173    | 200     | 211     | 221     | 200     | 373   |
| 10      | Döwranbek Hasanbaýew | Turkmenistan                       | 180    | 187    | 188    | 180    | 190     | 190     | 200     | 190     | 370   |
| —       | Ahmed Abuzriba       | Libia                              | 164    | 169    | 170    | 164    | —       | —       | —       | —       | DNF   |
| —       | Fares El-Bakh        | Katar                              | 178    | 178    | 178    | —      | —       | —       | —       | —       | DNF   |
| —       | Don Opeloge          | Samoa                              | 170    | 170    | 170    | —      | —       | —       | —       | —       | DNF   |